# Stephen Sommers
Stephen Sommoers (Minnesota, 1962. március 20. –) amerikai filmrendező, producer és forgatókönyvíró. Leginkább A múmia, A múmia visszatér és a Van Helsing című filmekről ismert.

## Élete és pályafutása
Sommers Minnesotában nőtt fel, a St John's Egyetemen majd a spanyolországi Sevillai Egyetemen tanult. Miután lediplomázott, európai rockegyüttesek menedzsmentjével foglalkozott. Miután visszatért az Egyesült Államokba a Dél-kaliforniai Egyetem filmművészet szakára jelentkezett. Az egyetemi évei alatt készített Perfect Alibi című filmje díjat nyert, így lehetőséget kapott egy egész estés film rendezésére, melynek címe Catch Me If You Can lett. Ezután a Walt Disney Pictures számára vitte vászonra  Huckleberry Finn és Maugli történetét. 1999-ben A múmia című sikerfilmmel vált igazán ismertté. Ő rendezte a kalandfilm folytatását és A Skorpiókirály  spin-off történetét is. 2004-ben a Van Helsing című nagyszabású mozi rendezői székébe ült. 2009-ben mutatták be a G. I. Hoe: A kobra árnyéka című akciófilmjét, melynek forgatókönyvét is ő írta, valamint a produceri teendőket is maga látta el.
Nős, két lánya van.

## Filmjei
| Év   | Film                                 | Pozíció | Pozíció         | Pozíció  | Pozíció |
| Év   | Film                                 | rendező | forgatókönyvíró | producer | egyéb   |
| ---- | ------------------------------------ | ------- | --------------- | -------- | ------- |
| 1993 | Huckleberry Finn kalandjai           | Igen    | Igen            |          |         |
| 1994 | Fenegyerekek                         |         | Igen            |          |         |
| 1994 | Maugli, a dzsungel fia               | Igen    | Igen            |          |         |
| 1996 | Tom és Huck                          |         | Igen            | Igen     |         |
| 1997 | Twist Olivér                         |         |                 | Igen     |         |
| 1998 | Kísértethajó                         | Igen    | Igen            |          |         |
| 1999 | A múmia                              | Igen    | Igen            |          |         |
| 2000 | Running Away                         |         |                 |          | Igen    |
| 2001 | A múmia visszatér                    | Igen    | Igen            |          |         |
| 2002 | A Skorpiókirály                      |         | Igen            | Igen     | Igen    |
| 2004 | Van Helsing                          | Igen    | Igen            | Igen     |         |
| 2004 | Van Helsing: The London Assignment   |         |                 | Igen     |         |
| 2004 | Van Helsing (videójáték)             |         |                 |          | Igen    |
| 2008 | A múmia: A Sárkánycsászár sírja      |         |                 | Igen     | Igen    |
| 2008 | A Skorpiókirály 2. – Harcos születik |         |                 | Igen     | Igen    |
| 2009 | G. I. Joe: A kobra árnyéka           | Igen    | Igen            | Igen     |         |
| 2013 | Odd Thomas – A halottlátó            | Igen    | Igen            | Igen     |         |